# Tembien (sommergibile)
Il Tembien è stato un sommergibile della Regia Marina.

## Storia
Dopo un periodo nel 1938-39 assegnato all'11ª squadriglia del I Grupsom La Spezia, il 1º agosto 1939, al comando del TV Franco Tosoni Pittoni, fu assegnato al V Gruppo Sommergibili con base a Lero, nell'ambito della 52ª squadriglia unitamente ai gemelli Durbo, Beilul e Lafolè. L'altra squadriglia componente il gruppo era la 51^, composta da altri quattro "africani", i battelli Gondar, Neghelli, Ascianghi e Scirè. 
Svolse attività addestrativa e divers e crociere di questo tipo.
Il 10 giugno 1940, all'entrata dell'Italia nella seconda guerra mondiale, fu assegnato alla XXXV Squadriglia del III Grupsom e trasferito a Messina.
Il 1º luglio fu inviato in acque maltesi, rientrando alla base quattro giorni dopo. 
Più avanti, sempre in luglio, uscì in mare per una seconda missione, ma un guasto frattanto sopravvenuto lo obbligò al rientro.
Il 1º agosto si portò nei pressi di Creta in missione offensiva, facendo ritorno cinque giorni più tardi.
Il 23 settembre operò nelle acque prospicienti Tobruk, tornando alla base il 6 ottobre.
Il comando dell'unità passò poi al tenente di vascello Guido Gozzi (che in seguito fu promosso capitano di corvetta).
Il 21 novembre compì una missione notturna di agguato in acque maltesi; replicò la missione nella notte seguente, ad ovest di Malta.
Il 26 novembre fu inviato di nuovo ad ovest di Malta. Alle 23.24 del 27 individuò la 3ª Divisione Incrociatori della Royal Navy, formata dall'incrociatore pesante York e dagli incrociatori leggeri Glasgow e Gloucester, e, portatosi a 1500 metri, lanciò – alle 23.28 – due siluri, che non andarono a segno; si avvicinò ulteriormente, sino a meno di 1000 metri, ed alle 23.33 lanciò altri due siluri, udendo una violenta detonazione. Tuttavia le fonti britanniche non riportano non solo alcun danneggiamento, ma nemmeno l'attacco stesso. 
Il 1º gennaio 1941 fu invece mandato presso Sollum. Alle 00.45 dell'8 individuò un mercantile di grandi dimensioni in navigazione all'altezza di Bardia e gli lanciò sei siluri (divisi in tre coppiole), ma le armi ebbero corsa irregolare (fu il primo caso in cui manifestò tale difetto) e non andarono quindi a segno. Il sommergibile rientrò alla base il 12 gennaio.
Il 3 febbraio iniziò una missione nei pressi di Malta, terminandola il 12 del mese.
Il Tembien fu poi sottoposto a lavori di manutenzione protrattisi per circa quattro mesi.
Il 26 giugno fu inviato nelle acque prospicienti la Cirenaica. Alle 20.41 del 29 individuò una squadra di navi inglesi in navigazione nei pressi di Ras Azzaz ed attaccò un cacciatorpediniere con il lancio di un siluro, immergendosi poco dopo ed eludendo la caccia portata da un secondo cacciatorpediniere. Fonti britanniche danno notizia dell'affondamento, in quella zona ed in quel momento, del cacciatorpediniere HMAS Waterhen, che però si capovolse ed affondò non per l'impatto di un siluro, bensì perché colpito da bombe di aerei. Il Tembien tornò alla base il 3 luglio.
Il 31 luglio lasciò Messina ed il 1º agosto fu dislocato in agguato ad ovest di Malta, per formare, unitamente ad altri tre sommergibili, uno sbarramento in opposizione all'operazione britannica «Style» (consistente nell'invio di un convoglio a Malta).
Il 2 agosto, nella prima mattina, attaccò l'incrociatore leggero britannico Hermione, che navigava a 28 nodi con rotta per Malta; la nave inglese reagì però speronando il Tembien, che affondò con tutto l'equipaggio in posizione 36°31' N e 12°40' E.
Perirono con il sommergibile il comandante Gozzi, altri 4 ufficiali e 37 fra sottufficiali e marinai.
Il Tembien aveva svolto in tutto 10 missioni offensivo-esplorative e 6 di trasferimento od addestrative, percorrendo 9806 miglia in superficie e 1881 in immersione.